# Peter Maxwell Davies
Pour les articles homonymes, voir Davies.
Œuvres principales
- Concerto pour trompette
- Symphonie no 4
- Solstice of Light
- Eight Songs for a Mad king

Sir Peter Maxwell Davies, né à Salford le 8 septembre 1934 – mort à Sanday aux Orcades le 14 mars 2016, est un compositeur et chef d'orchestre britannique.
Il est un des principaux représentants de l'école britannique contemporaine.

## Biographie
Né à Salford en 1934, Peter Maxwell Davies étudie au Royal Manchester College of Music de 1952 à 1957 avec Richard Hall, puis à l'Université de Manchester avant de se perfectionner à Rome avec Goffredo Petrassi jusqu'en 1959. Il est ensuite directeur du département de musique de la Cirencester Grammar School de 1959 à 1962 où ses méthodes pédagogiques destinées aux jeunes enfants sont remarquées. Il est l'élève de Roger Sessions à Princeton de 1962 à 1964. Puis il part en Australie pour être compositeur résident à l'Université d'Adélaïde (1966). L'année suivante, il fonde avec Harrison Birtwistle l'ensemble des Pierrot Players. En 1970, celui-ci devient Fires of London, Davies en est l'unique directeur. Pour cette formation, il va écrire une série d'œuvres théâtrales qui témoignent d'une grande violence associée à un désir de provocation. Il s'installe en Écosse dans l'Archipel des Orcades (Orkney Islands) et sa musique prend dès lors un tour plus lyrique, plus ample et serein. En 1971, il écrit la musique pour deux films de Ken Russell : Les Diables (The Devils) et The Boy friend. En 1977, il fonde le festival de Saint-Magnus dans les Orcades puis dirige à partir de 1979 la Dartington Summer School of Music jusqu'en 1984. En 1985, il est chef associé du Scottish Chamber Orchestra, ensemble pour lequel il écrit un cycle intitulé Strathclyde Concertos. En 1987, il fut anobli avec le titre de Knight Bachelor. De 1992 à 2002, il est chef associé pour l'Orchestre Philharmonique de la BBC à Manchester.
Davies est ouvertement gay. En 2007, il a suscité une controverse, annonçant vouloir organiser sa cérémonie de Partenariat enregistré au Sanday Light Railway, ce qui lui fut refusé.
De mars 2004 à mars 2014, il est Maître de musique de la reine (nommé pour 10 ans).

## Principales œuvres
- 5 pieces (1955-56), pour piano
- Prolation (1958)
- Sextuor (1958), révisé en Septuor (1972)
- Quatuor à cordes (1961)
- First Fantasia on an In Nomine of J.Taverner  (1962)
- Sinfonia (1962) pour orchestre de chambre
- Taverner (1962-68, 1970), opéra
- In Nomine (1963-65)
- Second Fantasia on J.Taverner's In Nomine (1964)
- Shakespeare Music (1964)
- The Shepherd's Calendar (1965), pour ténor, chœur et ensemble instrumental
- 5 Carols (1966), pour 2 soprani et alto
- Worldes Blis  (1966-69), motet pour orchestre
- Hymnos (1967), pour clarinette et piano
- Stedman Caters (1968)
- St. Thomas Wake (1969) foxtrott, pour orchestre sur une pavane de John Bull
- Vesalii icones (1969), pour danseur, violoncelle solo et ensemble instrumental
- Eight Songs for a Mad King (1969)
- Bell Tower (1971), pour percussion
- Tenebræ super Gesualdo (1972), pour mezzo et ensemble instrumental
- Hymn to St. Magnus (1972), pour soprano et ensemble instrumental
- Stone Litany (1973), pour mezzo et orchestre
- Fiddlers at the Wedding (1973-74), pour mezzo et ensemble instrumental
- Psalm 124 (1974)
- Dark Angels (1974), pour soprano et guitare
- Ave maris stella (1975)
- Stevie's Ferry to Hoy (1975), pour piano
- Symphonie (1975-76)
- Anakreontika (1976), pour mezzo et ensemble instrumental
- The Door of the sun (1976), pour alto
- The Martyrdom of St.Magnus (1976), opéra de chambre pour 5 solistes et 7 instrumentistes
- A Mirror of whitening light (1977)
- Salome (1978), ballet
- The Lighthouse (1980)
- Image, reflection, shadow (1982)
- Sea Eagle (1982), pour cor
- Concerto for violin and orchestra (1985)
- Caroline Mathilde (1991), ballet
- A Spell for Green Corn: The MacDonald Dances (1993), pour violon et orchestre
- Mr Emmet Takes a Walk (2000), opéra de chambre)
- Concerto pour violon no 2 Fiddler on the Shore, joué lors des Proms de Londres au Royal Albert Hall le 8 septembre 2009 par le compositeur (direction, pour son 75e anniversaire), l'orchestre philharmonique royal et Daniel Hope (violon) peu après la création.
- The Doctor of Myddfai opéra (1996)
- Kommilitonen! opéra (2010)

## Sources
- Dictionnaire des grands musiciens, Marc Vignal, Librairie Larousse, 1985, p.164, 165.
- Dictionnaire de la musique, Marc Honegger, éditions Bordas, 1986, p.299, 300.